# اس-بان اورتناو

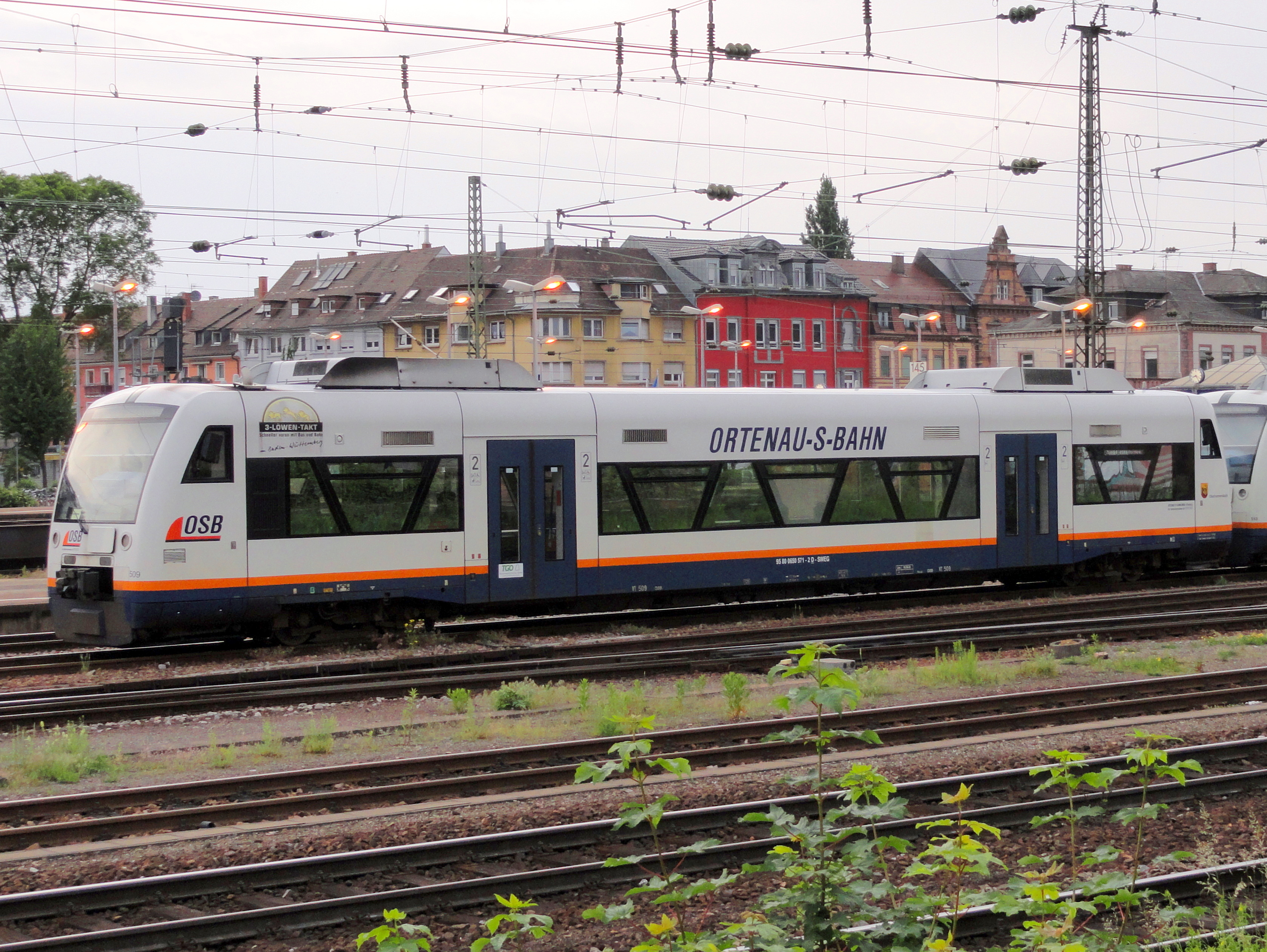
اس-بان اورتناو در استراسبورگ

اس-بان اورتناو (انگلیسی: Ortenau S-Bahn) شبکه راه‌آهن حومه در ایالت بادن-وورتمبرگ، آلمان است. این راه‌آهن با مرکزیت اوفنبورگ به شهرهای استراسبورگ، اوتنهوفن یم شوارتسوالد، باد پترشتال-گریسباخ، اوبرهارمرسباخ، فرویدنشتات و هورنبرگ متصل است.